# Јован Милосављевић
Јован Јоца Милосављевић (Багрдан, код Јагодине, 9. јануар 1919 — Ћуприја, 8. август 1941) био је учесник Народноослободилачке борбе и народни херој Југославије.

## Биографија
Рођен је 9. јануара 1919. године у селу Багрдану, код Јагодине. Основну школу и гимназију је завршио у Београду, где се његова породица преселила, јер му се отац Милан запослио као железничар.
Године 1937. је уписао Медицински факултет Београдског универзитета. На студијама је врло активно учествовао у студентском покрету, а 1933. године примљен је у Комунистичку партију Југославије (КПЈ). Одмах по пријему у Партију, Јоца је постао секретар партијске организације на Медицинском факултету.
Породица му је јако тешко живела, а после очеве смрти, мајка му је остала са петоро деце, због чега су 1940. године, морали да се преселе у Јагодину. Јоца је морао да преузме бригу о материјалном обезбеђивању породице. Али и поред тога био је веома активан у организовању омладински организација у Јагодини и околини. Био је веома познат међу радницима у Ћуприји, Параћину и Јагодини. Због комунистичке активности више пута је хапшен и прогањан.
Почетком 1941. године постао је члан Окружног комитета КПЈ за Јагодину. 8. августа 1941. године пошао је да ступи у Први поморавски НОП одред, у којем је требало да преузме дужност политичког комесара. Путовао је заједно са Животом Станисављевићем, чланом ОК КПЈ за Јагодину и Миланом Премасунцем, чланом Покрајинског комитета СКОЈ-а за Србију. Пут их је водио преко Ћуприје, где је Јоцу (иако обученог у сељачко одело), препознао један фолксдојчер, који је пре рата радио у фабрици шећера у Ћуприји. Фолксдојчер је одмах пуцао на сву тројицу. Живота је одмах убијен, Милан је успео да побегне, а Јоца је био рањен у ногу и ухваћен.
Одмах је пребачен у немачку команду, где су почели са саслушањем. Иако рањеног, Немци су га страховито мучили, због чега је после неколико сати преминуо.
О његовој погибији, у рубрици „Пали у борби смрћу хероја“ писао је „Билтен Врховног штаба НОПО Југославије“ број 7-8, октобра 1941. године, а за народног хероја Југославије проглашен је 6. јула 1953. године. Указом Председништва АВНОЈ-а постхумно је 6. јула 1945. одликован Орденом братства и јединства првог реда.
Читава Јоцина породица је активно учествовала у Народноослободилачке борбе — мајка Вида и сестре Љубинка и Зорица, а млађи брат Петар (1925—1942), је погинуо, као борац Друге пролетерске бригаде, септембра 1942. године на Мањачи. Јоцина супруга Радмила Трифуновић Хитра (1919—1943), такође студент медицине и народни херој Југославије, погинула је 1943. године у пожаревачком крају.
По њему је названа основна школа у Багрдану.